# Distrito electoral de Logan (condado de Wayne, Nebraska)
Logan (en inglés: Logan Precinct) es un distrito electoral ubicado en el condado de Wayne en el estado estadounidense de Nebraska. En el Censo de 2010 tenía una población de 412 habitantes y una densidad poblacional de 6,62 personas por km².

## Geografía
Logan se encuentra ubicado en las coordenadas 42°13′41″N 96°51′14″O / 42.22806, -96.85389. Según la Oficina del Censo de los Estados Unidos, Logan tiene una superficie total de 62.27 km², de la cual 61.82 km² corresponden a tierra firme y (0.72%) 0.45 km² es agua.

## Demografía
Según el censo de 2010, había 412 personas residiendo en Logan. La densidad de población era de 6,62 hab./km². De los 412 habitantes, Logan estaba compuesto por el 87.38% blancos, el 0.49% eran afroamericanos, el 0% eran amerindios, el 0% eran asiáticos, el 0% eran isleños del Pacífico, el 10.44% eran de otras razas y el 1.7% pertenecían a dos o más razas. Del total de la población el 15.78% eran hispanos o latinos de cualquier raza.